# Kunstverein Heilbronn

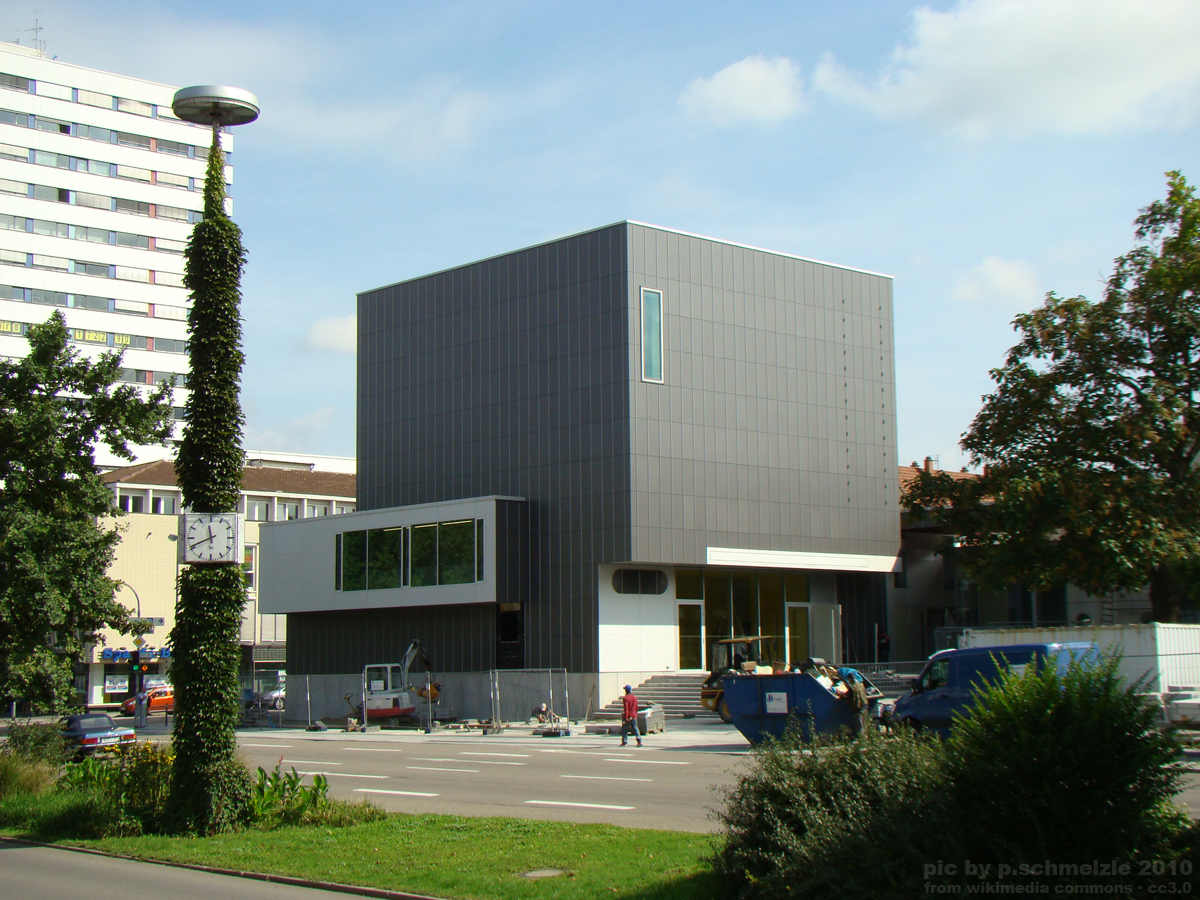
Der Kunstverein Heilbronn betreibt gemeinsam mit den Städtischen Museen die Kunsthalle Vogelmann

Der Kunstverein Heilbronn ist ein 1879 gegründeter Kunstverein in der Stadt Heilbronn. Gemeinsam mit den Städtischen Museen Heilbronn betreibt er die 2010 eröffnete Kunsthalle Vogelmann, einen Erweiterungsbau des Konzert- und Kongresszentrums Harmonie an der Heilbronner Allee.

## Geschichte
Der Kunstverein wurde am 3. Mai 1879 von Bürgern der Stadt, darunter der Gefängnisdirektor Karl von Köstlin gegründet. Während des Ersten Weltkrieges wurde die Ausstellungstätigkeit eingestellt, 1919 wurde der Kunstverein neu gegründet. Während des Zweiten Weltkrieges beendete der Verein seine Tätigkeit erneut. Am 19. Januar 1956 nahm der Verein seine Geschäfte wieder auf.
Der Kunstverein hat derzeit rund 560 Mitglieder, etwa ein Drittel davon sind Künstler. Neben der eigenen Ausstellungstätigkeit bietet der Verein auch kunstpädagogische und kunstvermittelnde Angebote an wie Reisen zu Ausstellungen, Atelierbesuche und Vorträge. Derzeit hat der Verein eine Ausstellungsfläche von ca. 300 m² und ein Jahresbudget von 150.000 Euro. Seit 1998 hat Matthia Löbke die Ausstellungsleitung inne.

## Ausstellungstätigkeit
In seiner neueren Geschichte hat der Verein bisher rund 400 Ausstellungen gezeigt. Im Rhythmus von drei Jahren ist der Künstlerbund Heilbronn mit einer Ausstellung zu Gast im Kunstverein Heilbronn. Der Kunstverein fördert sowohl unbekannte zeitgenössische Künstler als auch arrivierte Positionen in der Kunst. Zu den Ausgestellten gehören Sigmar Polke, Georg Baselitz, Eberhard Bosslet, Solweig de Barry, Katja Davar, Bojan Šarčević, Birgit Werres, Georg Herold, André Butzer, Ralf Ziervogel, Hans Baschang, Hans-Peter Porzner u. a. Zu den meisten Ausstellungen gibt der Verein eigene Kataloge heraus.